# Styrbjörn (1790)
Styrbjörn var en hemmema, en typ av skärgårdsfregatt, som byggdes 1789/1790 på Djurgårdsvarvet i Stockholm. Hon var konstruerad och byggd av Fredrik Henrik af Chapman.

## Tjänstgöringshistoria
Deltog som flaggskepp för skärgårdsflottan under Gustav III:s ryska krig 1788-1790, och stod då under befäl av Victor von Stedingk. Skeppet föll under Finska kriget i ryska händer efter Sveaborgs kapitulation. Hon återerövrades efter en häftig strid natten mot den 18 augusti 1808 av en svensk styrka bestående av 132 man på 24 båtar, vid det så kallade Anfallet i Jungfrusund. Vid återtagande deltog underlöjtnant Peter Lillja som hade befälet över den barkass som äntrade Styrbjörn. Lillja erhöll För tapperhet till sjöss i guld för detta.
Styrbjörn gick dock på grund vid återtåget från Jungfrusund, samt var efter hård eld från hemmeman Hjalmar försatt ur stridbart skick. Svenskarna fick dock med sig Styrbjörns barkass, samt 6 nickhakar. Hon slogs sönder mot grundet, och sjönk troligen under 1809.

## Fartygschefer
- 1790 - Victor von Stedingk
- 1790 - C. Hansson[2]

## Bilder

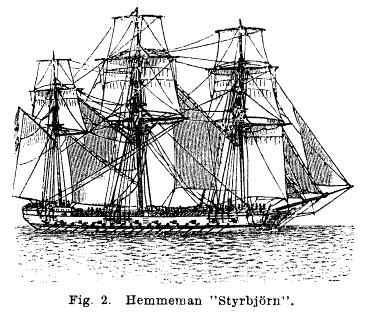
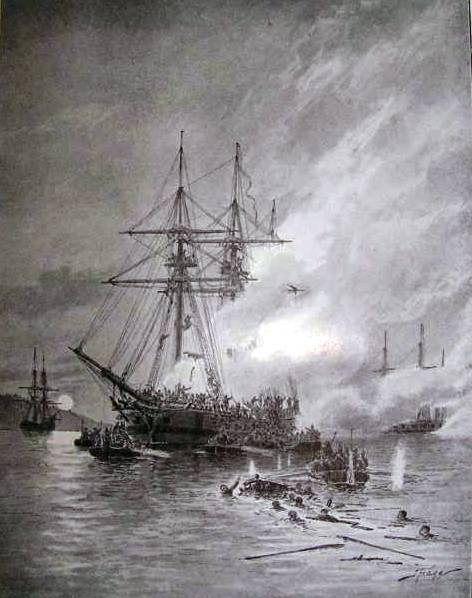
Äntringen av Styrbjörn av Jacob Hägg.
Konstruktionsritning av Styrbjörn.